# Flemming Danielsen
Flemming Danielsen er en tidligere professionel dansk basketballspiller som har vundet mesterskaber med både SISU og Stevnsgade Basketball.
Han arbejder nu som idrætslærer.